# Mario Giaccone
Mario Giaccone, detto Giacon (Taranto, 21 giugno 1945), è un ex ciclista e dirigente sportivo italiano.
Ha più volte corso in maglia azzurra, sotto la guida del commissario tecnico Elio Rimedio.

## Biografia
Nacque a Taranto da Natale, piemontese di Vignale Monferrato, e Sebastiana Cannavò, siciliana di Acireale. Giunse a Novara all'età di nove anni.
Imparò a pedalare sulla bicicletta del padre, gareggiando prima dei 16 anni su una Bianchi «Tour de France».
Studiò all'Istituto tecnico industriale per periti maglieri e tessili di Novara.

### Anni '60
Iniziò a gareggiare nel 1961, con la società Velo Club Novarese, di cui fu anche capitano. Al tempo stesso studiava a Milano da odontotecnico e lavorava presso un laboratorio dentistico a Novara.
Nei primi tempi, nonostante i duri allenamenti a cui si sottoponeva con passione, non raggiunse il rendimento sperato. La conseguente delusione lo portò a un passo dall'abbandono. Fu a quel punto che De Giorgi, socio dello stesso Velo Club Novarese, intervenne: convinto che il temperamento del giovane lo avrebbe portato lontano, lo prese sotto la propria ala, lo motivò e lo spronò, facendogli ritrovare la forza decisiva per proseguire. I risultati si videro già dal 1966, quando collezionò 15 vittorie e 10 secondi posti.
Sempre nel 1966, conclusa la tappa di Fossano del Giro del Piemonte, conobbe Elio Rimedio, commissario tecnico della nazionale, che lo introdusse nel giro delle competizioni azzurre.

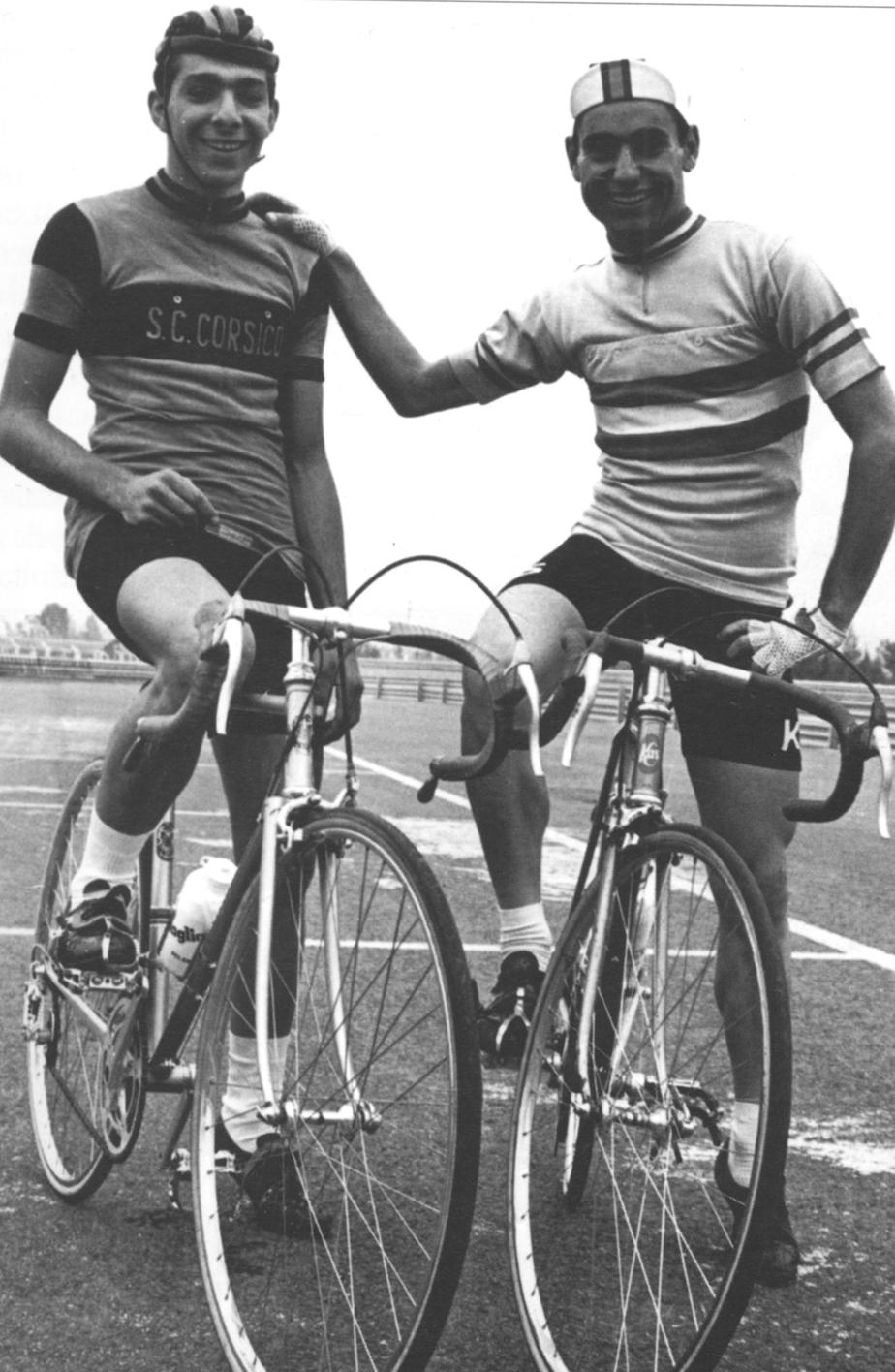
Mario Giaccone e Gabriel Mascaró Febrer, a Città del Messico, nel 1967

Nel 1967 ottenne il suo primo grande successo, gareggiando per la nazionale italiana ai Giochi del Mediterraneo e classificandosi terzo nella prova su strada, vinta da Costantino Conti. Sempre in maglia azzurra, lo stesso anno partecipò ai Campionati del mondo di ciclismo su strada a Heerlen, in Olanda, dove rimediò solo un 15º posto, a causa di una caduta a pochi metri dall'arrivo.
A fine stagione si classificò al 12º posto nel Tour de l'Avenir, competizione che ricorda molto impegnative per le grandi salite, ottenendo diversi piazzamenti di tappa e indossando la maglia di leader in due tappe. Entro ottobre aveva ottenuto 12 vittorie.
Nel 1967, inoltre, giunse la proposta di passaggio al professionismo dalla Molteni, che rifiutò per proseguire l'avventura con la nazionale. Passò dunque alla squadra della S.C. Corsico. Infine si diplomò odontotecnico e aprì uno studio con un collega.
Nel 1968, alla seconda tappa del Tour de l'Avenir, si schiantò contro un'auto mentre era solo in testa. Le fratture subite gli preclusero la partecipazione alle Olimpiadi, ne approfittò dunque per fare il servizio militare. Chiuse comunque l'anno con 14 vittorie.

### Anni '70
Prese parte alla Corsa Internazionale per la Pace del 1970, raggiungendo il 13º posto nella classifica generale. Nel Giro Ciclistico d'Italia, l'edizione per dilettanti del Giro d'Italia, si classificò terzo dietro al vincitore Giancarlo Bellini. I risultati ottenuti gli valsero il «Trofeo Stadio», ricevuto a Modena il 2 dicembre, in quanto miglior dilettante italiano dell'anno.
In un'intervista di Gino Ardemagni, relativamente alla possibilità di passare al professionismo dopo tante sollecitazioni, rispose perentorio:
(Intervista con Gino Ardemagni del 1970)
Nel 1971 vinse il Giro delle Valli Aretine, una delle più importanti corse su strada per dilettanti in Italia. Lo stesso anno fu ingaggiato dalla società S.C. Pedale Ravennate.
Nel 1972, un incidente in gara a Borgomanero gli troncò la carriera agonistica, che chiuse dunque con 64 vittorie, ottenute nelle squadre V.C. Novarese e S.C. Pedale Ravennate.
L'abbandono dell'attività agonistica, tuttavia, non coincise con l'abbandono del ciclismo: tornò al V.C. Novarese con ruoli organizzativi e nel 1975 fu eletto presidente, carica che avrebbe mantenuto per almeno quattro decenni.
Alla fine del decennio si occupava della preparazione degli atleti per conto della Federazione Ciclistica Italiana e nel frattempo si era trasferito a Garbagna Novarese.

### Dagli anni '80 ai 2000
Nel 1983 e nel 1988 si candidò alle elezioni comunali di Novara, come indipendente, nella lista socialista di Armando Riviera.
Nel 1998 perse il padre Natale, di 84 anni, nel 2004 la madre Sebastiana, di 80.
Nel 1995 si candidò al consiglio comunale di Garbagna Novarese, risultando eletto tra i consiglieri di minoranza. Nel 1999 si ricandidò, nella stessa lista, tra gli altri, del fotografo Mario Finotti.

### Anni 2010

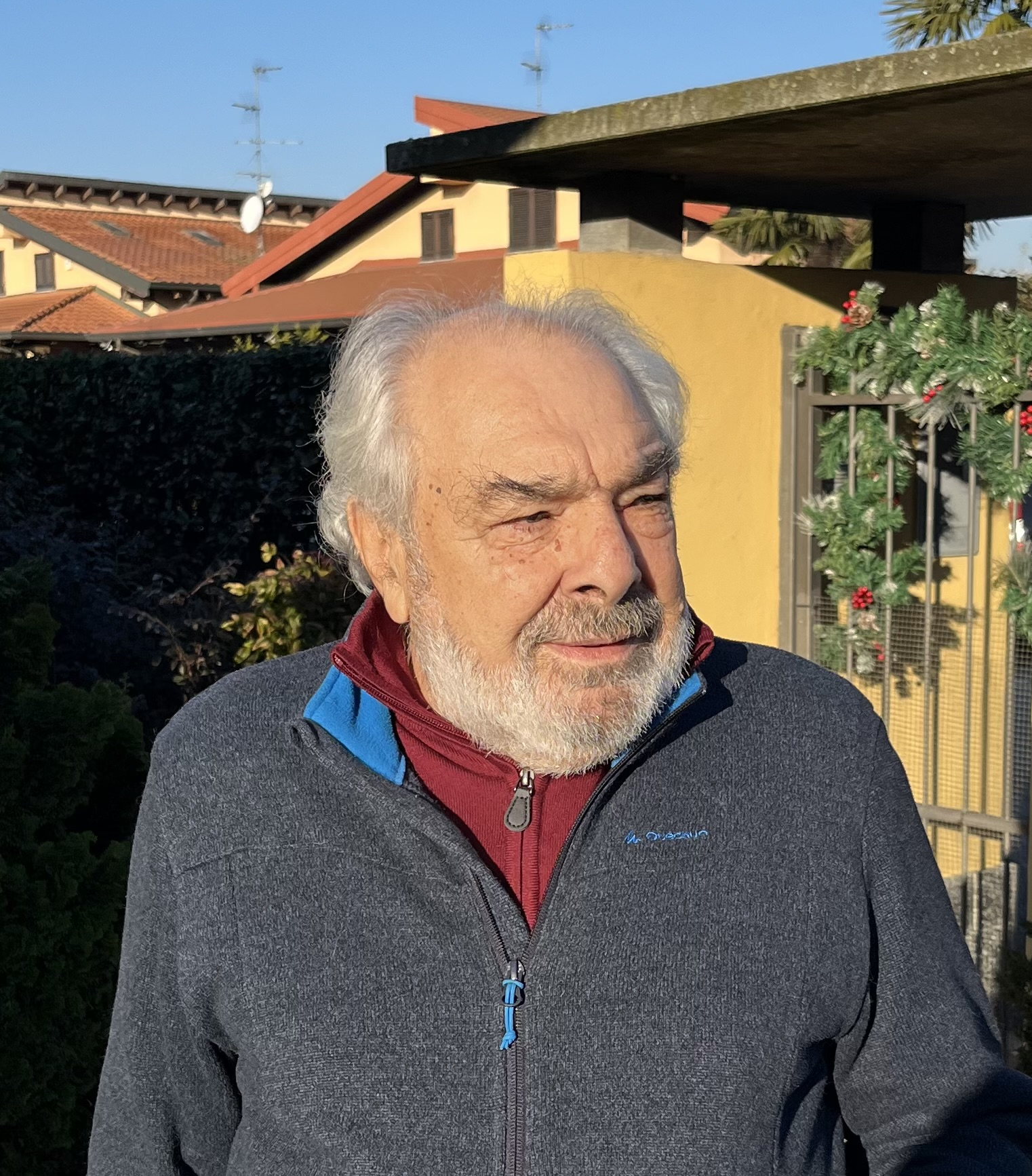
Mario Giaccone nel 2024

Nel 2014, pensionato e residente a Nibbiola, in occasione della vittoria al Tour de France di Vincenzo Nibali fu intervistato dal Corriere di Novara. Espresse l'opinione che una nuova fase del ciclismo stesse emergendo e che Nibali ne fosse parte, in quanto rappresentante di un deciso cambiamento rispetto al passato più controverso. Giaccone ne ammirava la forte personalità, la comunicazione diretta e il rispetto per persone e situazioni, assieme a una buona dose di lucidità e attenzione costante: caratteristiche che delineavano una figura fortemente positiva, adatta a fungere da punto di riferimento per i giovani.

## Lo sportivo
Corridore eclettico, ha sempre ottenuto ottimi risultati su tutti i terreni. Inizialmente soltanto uno scalatore, divenne in seguito anche un forte passista, molto veloce.
In un'intervista del 2014 ha raccontato di esser sempre stato innamorato dalla bicicletta, quasi ossessionato, al punto di allenarsi alle 3 del mattino, pedalando sulle strade del Lago Maggiore dove transitavano i camion, che seguiva perché illuminavano il percorso. Più precisamente, il suo allenamento prevedeva due volte a settimana la sveglia alle 3 del mattino, mentre nei restanti giorni di allenamento in distensione si alzava all'alba. L'attività proseguiva dunque fino alle 8. Memore di tutto ciò, si dice convinto che solo chi ha praticato il ciclismo può capire la vita del corridore.
Ha sempre affrontato le corse in modo combattivo e spericolato, rimediando numerose cadute e fratture.
Diversi giornalisti della stampa nazionale gli dedicarono interventi: Gino Sala (l'Unità) lo descrisse combattivo e aggressivo; Nino Rota (La Gazzetta dello Sport) gli attribuì una discreta personalità che in gara attirava l'antipatia di numerosi avversari, assieme a notevole furbizia e intelligenza; Gino Ardemagni (Tuttosport) confermò l'impressione di furbizia e scaltrezza, assieme a un deciso piglio bersaglieresco.
Nei primi tempi correva impetuosamente, guidato soprattutto dall'istinto e dal temperamento impulsivo, giocando ogni volta il tutto e per tutto, giungendo sovente esausto al finale e mancando quindi della necessaria convinzione in volata. Col tempo, tuttavia, maturò un approccio più ragionato alle competizioni: essendosi affermato come corridore e sottoposto di conseguenza a marcamenti più stretti, iniziò a pianificare lo svolgimento delle gare e il relativo dispendio di energie.
Relativamente al doping ha espresso un'opinione netta: chi ne fa uso merita la squalifica a vita.

## Il dirigente sportivo
Nel 1986, in occasione delle celebrazioni per i 60 anni del Velo Club Novarese, espresse preoccupazione per la consapevolezza del vuoto che si stava formando attorno alla disciplina ciclistica, sentimento condiviso dall'intera dirigenza della società. In risposta a ciò, dichiarò, la strada da lui seguita nella conduzione seguiva l'obiettivo di creare un punto di riferimento capace di attrarre e motivare i giovani, nella convinzione che lo sport potesse rappresentare una risposta concreta al senso di smarrimento in cui arrancavano le nuove generazioni. Espresse inoltre la speranza di far rivivere quella particolare atmosfera degli anni '50, quando il ciclismo infiammava le strade cittadine, coinvolgendo e divertendo il pubblico.

## Palmarès
1967
Giochi del Mediterraneo, Tunisi: 3º
Rho-Macugnaga: 5º
Tour de l'Avenir:
1ª tappa, Nîmes: 2º
9ª tappa, Clermont-Ferrand: 3º
10ª tappa, Fontainebleau: 3º
classifica generale: 12º
Trofeo Caduti Medesi: 1º
1968
Gran Premio della Liberazione, Roma: 3º
Giro della Valle d'Aosta:
7ª tappa: 2º
Preolimpica di Città del Messico: 3º
1969
Trofeo Minardi: 5º
1970
Coppa Città del Marmo, Carrara: 1º
Corsa della Pace:
6ª tappa, Varsavia: 10º
8ª tappa, Poznań: 4º
13ª tappa, Berlino: 2º
classifica generale: 13º
Giro Ciclistico d'Italia: 3º
Campionato Nazionale Dilettanti, Reggio nell'Emilia: 4º
Trofeo Città di San Vendemiano: 5º
Piccola Sei giorni di Milano: 2º (in coppia con Avogadri)
Coppa Varignana: 1º
1971
Giro delle Valli Aretine, Arezzo: 1º
Giro Ciclistico d'Italia:
8ª tappa, Ospitaletto: 3º
classifica generale: 4º

## Riconoscimenti
Nell'ambito dei festeggiamenti per l'assegnazione a Novara del premio per la Città Europea dello Sport 2025, il Ministro per lo Sport e i Giovani Andrea Abodi ha insignito Mario Giaccone del titolo di Alfiere dello Sport, per il contributo offerto alla cultura ciclistica nella città gaudenziana.